# Autostrada R 6b
Die Autostrada R 6b (albanisch für Autobahn Route 6b) ist eine 32 Kilometer lange Autobahn im Kosovo, die in Planung ist. Sie soll das Dorf Zahaq bei Peja mit dem Dorf Kijeva bei Pristina verbinden. Die neue Autobahn, auch unter den Namen Autobahn Prishtinë–Pejë bekannt, soll die Strecke zwischen den beiden Städten deutlich verkürzen.  Die Autobahn trägt den Beinamen Adem Demaçi als Erinnerung an den ehemaligen Politiker des Kosovos, Adem Demaçi.

## Streckenführung
Die Autobahn soll in Pristina von der Nationalstraße M-9 abzweigen und durch die Carraleva-Berge nach Peja führen. Sie passiert die Stadt Klina.

## Bau
Die Autobahn befindet sich in der Planung. Es wurden Investoren gefunden, die mehr als 189 Mio. Euro für den Bau der Autobahn aufbringen wollen.